# سوفیان چادر
سوفیان چادر (انگلیسی: Sofyan Chader؛ زادهٔ ۱۲ مهٔ ۲۰۰۰) بازیکن فوتبال است.
از باشگاه‌هایی که در آن بازی کرده‌است می‌توان به باشگاه فوتبال کلرمون فوت اشاره کرد.